# كيتي ماريون
كانت كيتي ماريون (كاثرين ماريا ماريا شافر ؛ 1871-1944) ممثلة وناشطة سياسية. كانت إحدى الناخبات البارزات خلال حركة حق المرأة في التصويت في المملكة المتحدة، وتشتهر بأنها عانت من أكثر من 200 تغذية إجبارية في السجن أثناء إضرابها عن الطعام.  بعد هجرتها إلى الولايات المتحدة الأمريكية، اعتُقلت مرة أخرى تسع مرات - هذه المرة لدعوة منع الحمل.

## الحياة

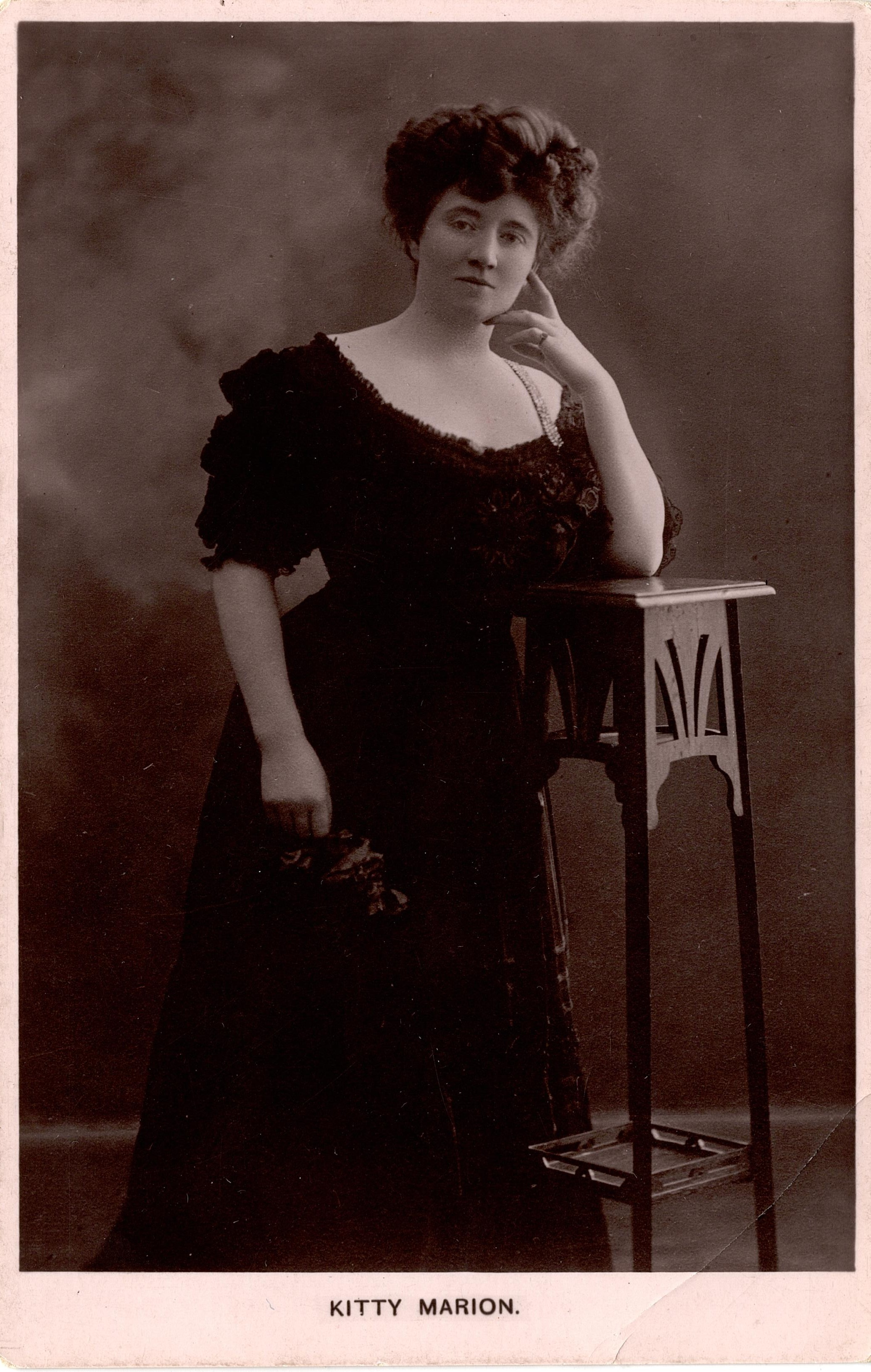

وُلدت ماريون في ريتبرغ في ويستفاليا، بألمانيا ، في 12 مارس 1871. توفيت والدتها بسبب مرض السل عندما كانت في سن الثانية تاركة ماريون مع والدها. بعد أربع سنوات عندما كانت ماريون في السادسة من عمرها، توفي زوج أمها أيضا بسبب مرض السل. كان والدها، الذي لا يُعرف اسم ، يسيء إلى ماريون ويكره أن شعرها أحمر.  عندما كانت ماريون في الخامسة عشرة من عمرها، أرسلها والدها لتعيش مع عمتها في إنجلترا. بعد أن انتقلت إلى إنجلترا، أصبحت ممثلة وأخذت اسم كيتي ماريون. شقت طريقها صعودا من جوقة إلى أجزاء مُسماة وكان لفترة وجيزة الوقوف في الصدارة قبل خروجها مع صاحب العمل. وحاولت بعد ذلك العثور على عمل في قاعات الموسيقى، لكنها وجدت أن أصحاب العمل يتوقعون الحصول على خدمات جنسية مقابل أفضل عمل. 
انضمت ماريون إلى الاتحاد الاجتماعي والسياسي للمرأة (WSPU) في عام 1908. وأصبحت ناشطة بارزة في حركة حق المرأة في التصويت، وكثيرًا ما شاركت في الاحتجاجات، التي تحولت في بعض الأحيان إلى العنف. عرفت ماريون بأنها مضرمة النيران. تم اعتقال ماريون مرات عديدة في إنجلترا بسبب نشاطها. 
بعد الحرب العالمية الأولى، هاجرت ماريون إلى الولايات المتحدة. عملت في أمريكا مع مارغريت سانجر في نشر مراجعة تحديد النسل.  باعت ماريون المراجعة بمعدل 20 سنتًا لكل نسخة فيتايمز سكوير وغراند سنترال ستيشن و كوني ايلاند. بالوقوف على زوايا الشوارع، تعرضت لمهاجمة المذنبين والتهديد بالقتل والإيذاء البدني ومضايقات الشرطة. على مدى عشر سنوات، تم القبض على ماريون تسع مرات من أجل الدعوة لتحديد النسل لها.  في عام 1921، انضمت ماريون إلى سانجر في إنشاء أول عيادة للولادة في أمريكا. ومع ذلك، تم إغلاق العيادة في بروكلين من قبل الشرطة.
توفيت في دار سانجر للتمريض في مدينة نيويورك في 9 أكتوبر 1944. 